# Daniel de Blocq van Haersma de With
Daniel de Blocq van Haersma de With (Rinsumageest, 17 mei 1797 − Buitenpost, Haersmastate, 19 augustus 1857) was een Nederlands bestuurder.

## Biografie
De With was een telg uit het geslacht De With en een zoon van de militair en bestuurder Jan Minnema de With (1762-1820) en Catharina van Haersma (1764-1828), dochter van Daniël de Blocq van Haersma. Hij trouwde in 1820 met Adriana Heringa (1764-1828), ook overleden op Haersmastate, met wie hij elf kinderen kreeg, onder wie:

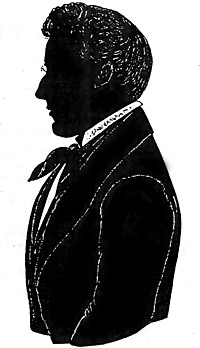
Jhr. mr. Jan Minnema van Haersma de With (1821-1889), grietman, later burgemeester van Oostdongeradeel en Leeuwarderadeel, lid Provinciale Staten van Friesland;
- Jkvr. Sjoerdtje Wierdina van Haersma de With (1824-1866); trouwde in 1853 met mr. Johannes Galenus Willem Hendrik baron van Sytzama (1830-1907), burgemeester en rechter;
- Jkvr. Catharina van Haersma de With (1826-1885); trouwde in 1867 met  mr. Johannes Galenus Willem Hendrik baron van Sytzama (1830-1907), burgemeester en rechter.
- Jhr. Volkert Adrianus Heringa van Haersma de With (1831-1909), burgemeester.

De With promoveerde in 1820 te Groningen op Disputatio juridica inauguralis, ad locum cod. civ. de rescindenda venditione propter laesionem. Vervolgens werd hij advcocaat. Vanaf 1824 was hij bestuurder, eerst grietman van Oostdongeradeel tot 1839, van 1839 tot 1851 van Achtkarspelen om vervolgens van 1851 tot 1857 de eerste burgemeester van de gemeente Achtkarspelen te worden. Van 1822 tot 1850 was hij tevens lid van Provinciale Staten van Friesland. Hij bekleedde daarnaast nog verscheidene andere functies.
Op 26 juli 1841 werd De With verheven in de Nederlandse adel en werd zo de stamvader van het anno 2019 nog voortlevende adellijke geslacht Van Haersma de With.
Jhr. mr. D. de Blocq van Haersma de With overleed in 1857 op 60-jarige leeftijd.